# Савченко Віктор Миколайович
Віктор Миколайович Савченко (11 березня 1911 , Рогань, Харківський повіт, Харківська губернія, Російська імперія  — 16 січня 1997 , Харків, Харківська область, Україна ) — український скульптор. Депутат Верховної Ради УРСР 1-го скликання.

## Біографія
Народився 11 березня 1911 року в родині тесляра на хуторі Рогань, тепер селище Рогань, Харківський район, Харківська область, Україна. У 1928 році закінчив шість класів школи в селі Рогань. Трудову діяльність розпочав робітником на будівництві, був столяром роганьської фабрики.
У 1930–1931 роках — столяр, у 1931–1933 роках — модельник Харківського заводу імені Комінтерну. У 1931 році вступив до комсомолу.
У 1933–1935 роках — служив в Червоній армії, навчався в Кремлівській школі імені ВЦВК.
З 1935 року — модельник Харківського заводу імені Комінтерну, передовик виробництва. У 1937 році без відриву від виробництва закінчив Харківську обласну художню студію (школу «Облхудожник»). 
26 червня 1938 року обраний депутатом до Верховної Ради УРСР 1-го скликання по Краснозаводській виборчій окрузі № 240 міста Харкова.
Член ВКП(б) з 1939 року.
У 1938–1940 роках — студент архітектурно-будівельного факультету Московської промислової академії.
Учасник Великої Вітчизняної війни.
З 1943 по 1950 рік навчався в Харківському юридичному інститут та в аспірантурі. З 1949 року учасник республіканських і всесоюзних виставок. З 1951 член Харківського відділення Спілки художників України.
Помер 16 січня 1997 року в Харкові.

## Нагороди
- орден «Знак Пошани»